# Tel Duda'im
Tel Duda'im (hebrejsky: תל דודאים, arabsky: Tal ad-Dodehan) je pahorek o nadmořské výšce 30 metrů v severním Izraeli.
Leží cca 33 kilometrů jižně od centra Haify, cca 1 kilometr od jihovýchodního okraje města Binjamina, v údolí Bik'at ha-Nadiv. Má podobu izolovaného pahorku. Jižně od pahorku prochází vádí Nachal Ada, do kterého tu od jihovýchodu ústí vádí Nachal Barkan. U pahorku se nachází křižovatka lokálních silnic číslo 652 a 653, které spojují Binjaminu s Giv'at Ada a s Pardes Chana-Karkur.
Severovýchodně odtud leží podobný pahorek Tel Burga.